# Euphyia ruficoesia
Euphyia ruficoesia är en fjärilsart som beskrevs av Paul Dognin 1904. Euphyia ruficoesia ingår i släktet Euphyia och familjen mätare. Inga underarter finns listade i Catalogue of Life.